# Bataille de Missunde
Guerre des Duchés
Batailles
Bataille de Missunde, évacuation de Dannevirke, bataille de Dybbøl, bataille de Heligoland, bataille d'Als
La bataille de Missunde est une bataille entre Prussiens et Danois près de la ville de Missunde qui a lieu le 2 février 1864. La bataille marque le début de la guerre des Duchés. Le 1er corps de l'armée prussienne sous le commandement du prince Frédéric-Charles tente de prendre le village de Missunde lors d'une attaque surprise et de forcer ainsi le passage de la Schlei. Cela aurait brisé la ligne de fortification danoise Danewerk. L'attaque est repoussée par les Danois sous le commandement de Georg Daniel malgré leur infériorité numérique. Les échanges de tirs entre les Danois retranchés derrière des bastions et les troupes prussiennes se sont déroulés à portée de tir direct. Néanmoins, les pertes ne sont que relativement faibles des deux côtés, ce qui est attribué à la visibilité extrêmement mauvaise dans un brouillard dense et la fumée des armes à feu. De plus, le commandant en chef prussien s'abstient de prendre d'assaut et annule l'attaque. Trois jours après la bataille, l'armée danoise évacue le Danewerk, y compris Missunde, car la ligne défensive n'est pas viable.

## Situation initiale
Le Danemark est dans la seconde moitié du XIXe siècle sur la défensive stratégique contre la Prusse, puissance moyenne émergente. Les conflits autour du Holstein administré par le Danemark se sont intensifiés. Dans le cas d'une éventuelle guerre avec les Prussiens et leurs alliés, la planification danoise envisage le Danewerk comme le site de la première et décisive confrontation. L'armée prussienne avançant vers le nord en direction du Jutland doit y être arrêtée. Un débarquement sur la Sélande semble peu probable compte tenu de la faiblesse de la marine prussienne, mais l'armée de terre prussienne est de loin supérieure aux troupes danoises en termes d'effectifs et d'équipement.
Le Danewerk est considéré comme insurmontable par le public danois, mais en réalité les fortifications sont tombées en ruine. Les casernes de la garnison de la forteresse n'existent que sur le papier, ce qui aurait fait une différence cruciale entre une armée assiégeante dans des quartiers de campagne de fortune et les défenseurs, surtout pendant l'hiver rigoureux. Des routes de liaison entre les centres de fortification sont prévues mais jamais construites, et il manque des fortifications de campagne devant les fortifications réelles. Lorsque l'armée danoise prend position après sa mobilisation en janvier 1864, elle a de gros travaux de retranchement à faire, le gel rendant le creusement difficile. Dans l'ensemble, la ligne de défense de Danewerk est beaucoup trop longue pour être défendue de manière adéquate par les 38 000 hommes de l'armée danoise.
Missunde est un petit village de pêcheurs de deux douzaines de maisons situé sur la rive sud de la Schlei. Missunde fait partie de la ligne de fortification orientale du Danewerk, mais l'importance militaire réelle de l'endroit réside dans la largeur étroite de la Schlei à cet endroit. Entre Schleswig à l'ouest et la baie de Kiel à l'est, la Schlei fait partie du Danewerk en tant qu'obstacle naturel et n'est facile à franchir qu'en quelques points : Le Stexwiger Enge est trop facile à défendre en raison de l'étroit promontoire sur le côté nord ; le Missunder Enge est resté ainsi que les passages d'Arnis et de Kappeln. La défense de la position est donc d'une grande importance stratégique : une percée à Missunde avec un franchissement de la Schlei permettrait aux Prussiens d'encercler par derrière les forces danoises dans le Danewerk, tandis que les Autrichiens maintiennent les Danois dans leurs positions.
Les fortifications danoises autour de Missunde consistent essentiellement en une série de semi-redoutes disposées autour du village avec les combats orientés vers le sud. Les deux redoutes les plus importantes (no 59 et 60) se trouvent des deux côtés de la route allant de Missunde au sud (aujourd'hui : Missunder Weg). Les redoutes restantes sont situées entre le village et la rive sud de la Schlei au niveau du bac (n° 61a, 61b, 61c) ou devant le pont d'artillerie (no 62), ainsi que sur la rive nord de la Schlei., couvrant les points de croisement (63a, 63b, 63c, 63d, 63e, 63f). Les bastions sont équipés d'artillerie comme suit :
- Redoute 59 (au sud-ouest de Missunde) : quatre canons de 12 livres et quatre obusiers de 24 livres
- Redoute 60 (au sud-est de Missunde) : deux canons de 12 livres et quatre obusiers de 24 livres
- Redoute 61b (au nord de Missunde, toujours sur la rive sud) : deux canons de 12 livres, les redoutes voisines 61a et 61c ainsi que la redoute 62 à la pointe nord de la presqu'île sont sans canons
- Redoute 63a (sur la rive nord de la Schlei) : deux canons de 12 livres
- Redoute 63b (sur la rive nord de la Schlei) : deux obusiers de 24 livres, les redoutes voisines 63c à 63f n'ont pas de canons

Tous les canons danois sont des canons à chargement par la bouche à canon lisse, ce qui les rend obsolètes par rapport à l'artillerie de campagne prussienne, qui est équipée de chargeurs par la culasse à canon rayé, qui tiraient plus rapidement, plus précisément et avec une plus grande portée. Cependant, les Danois sont supérieurs en termes de calibre d'artillerie, leurs canons de 12 et 24 livres étant nettement plus lourds que les canons prussiens de 6 livres (de). L'hébergement abrité dans des redoutes est un autre avantage pour les Danois, qui connaissent également leur tablier et y font entraîner leur artillerie.
Les positions danoises sont occupées par la 2e brigade du général de division CA Vogt , plus la 6e compagnie d'artillerie de forteresse (« Fæstningskompagni ») dirigée par le capitaine HC Hertel avec la force d'artillerie mentionnée ci-dessus. Au début de la bataille, le commandant danois ne dispose que de quatre compagnies d'infanterie du 18e régiment d'infanterie dans les positions directement autour de Missunde. Trois autres compagnie du 3e régiment d'infanterie se trouvent à Brodersby, à environ deux kilomètres de là, et une autre compagnie est en mouvement depuis Kappeln, encore plus loin. La partie danoise ne dispose que d'un seul escadron de dragons sous le commandement du Ritmester Bülow en termes de forces mobiles,

## Déroulement de la bataille

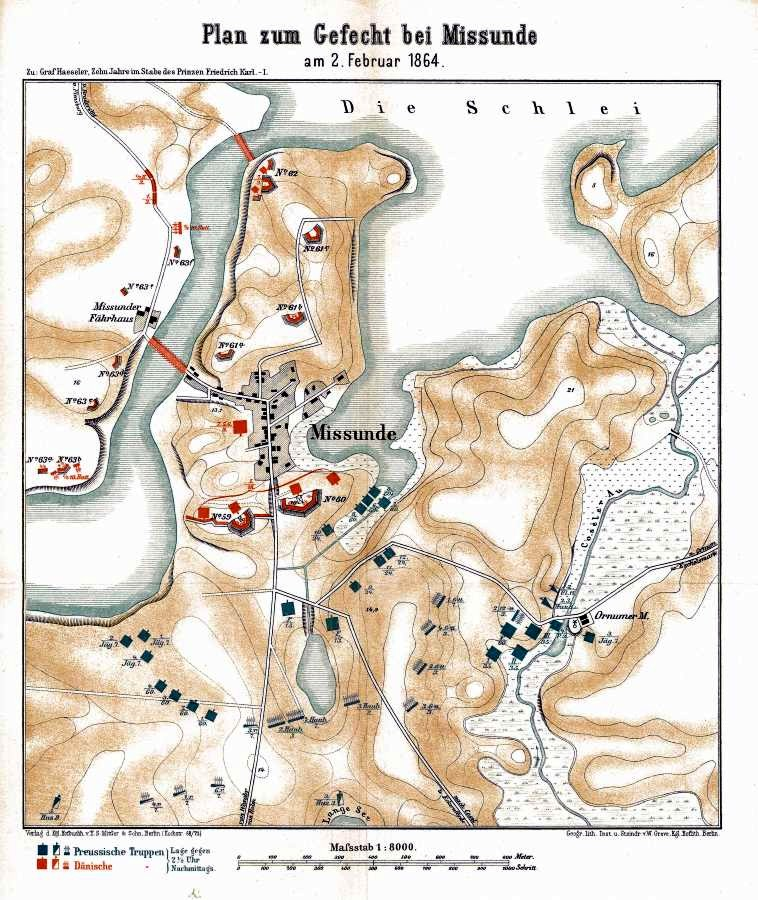
La situation à 14h30, les unités danoises en orange, les unités prussiennes en bleu

### Avancement des troupes prussiennes
Le matin du 2 février 1864, le I Corps prussien dirigé par le prince Friedrich Karl de Prusse commença son avance avec le projet de prendre les positions danoises à Kochendorf. Kochendorf est situé au centre d'un isthme entre la Schlei et le lac intérieur Windebyer Noor (de). L'avant-garde prussienne découvre rapidement que l'armée danoise s'est retirée vers le nord et que Kochendorf n'est pas défendu. À 8h45, la place est aux mains des Prussiens. Le commandant prussien décide immédiatement d'avancer sur Missunde. Trois brigades restent en réserve tandis que le reste du corps poursuit son avance. À 10 heures du matin, le major von Krohn (de), à la tête du bataillon de fusiliers du 24e régiment d'infanterie, est en vue des positions danoises à Missunde.

### Premier échange de coups avec l'avant-garde
L'avant-garde prussienne est dirigée par le bataillon de fusiliers du 24e régiment d'infanterie (IR-24), les 11e et 12e compagnies du 15e régiment d'infanterie (de) (IR-15), la 2e compagnie du 7e bataillon de chasseurs à pied (de) (JB-7) et du 3e escadron du 3e régiment de hussards (HR-3). L'avant-garde est commandée par le major von Krohn de l'IR-24. L'avant-garde essuie pour la première fois le feu des avant-postes danois à 10 heures du matin, près de Langsee. Après un échange de tirs court mais intense, les troupes danoises se replient vers Missunde.

### Duel d'artillerie
Vers midi, l'artillerie de campagne prussienne arrive au sud de Missunde et positionne ses canons en arc de cercle sur une crête. Les batteries prussiennes comptent 24 canons de 6 livres et 24 obusiers. À 12h45, ils ouvrent le feu sur les fortifications danoises. Peu de temps après, les Prussiens mettent en position 16 autres canons d'artillerie de réserve, leur donnant 64 canons. Un intense duel d'artillerie se développe désormais entre les 20 canons danois dans les fortifications et les 64 canons prussiens sur la crête. L'une des batteries prussiennes tire plus de 300 coups. Cependant, le brouillard rendt impossible l'identification précise des positions ennemies et la correction des tirs. Lorsque la fumée des canons s'ajoute au brouillard, la visibilité des artilleurs est complètement perdue et ils ne peuvent désormais viser que le feu de bouche de l'artillerie ennemie. À 14 heures, le colonel Colomier (de) ordonne aux batteries stationnées centralement d'avancer de 150 à 180 mètres alors que les tirs danois semblent faiblir. Les batteries d'obusiers se trouvent désormais à près de 600 mètres des fortifications danoises, et le sol est jonché de balles de fusil et de projectiles d'artillerie. Dans leurs positions exposées, les équipages des obusiers prussiens subissent des pertes importantes.

### Avancement de l'infanterie prussienne
L'infanterie prussienne occupe les fortifications de campagne partiellement agrandies et s'établit dans ses tranchées et derrière les palissades. De là, les tirailleurs prussiens ouvrent le feu sur les Danois, causant d'importantes pertes parmi les artilleurs danois, en particulier dans la Redoute 60 exposée. Lorsque l'artillerie ouvre le feu, la 3e brigade danoise ordonne de renforcer Missunde. Cependant, la brigade est encore trop éloignée pour pouvoir intervenir activement. Ainsi, deux compagnies du 2e bataillon du 3e régiment d'infanterie danois, positionnés sur la côte au nord-est du village, sont déplacés à la hâte vers le sud, vers le front. Sur la rive nord-ouest de la Schlei, la 10e batterie de l'armée danoise prend position à partir de midi, sans toutefois pouvoir intervenir de manière significative dans le combat. Afin de réduire le feu sur la Redoute 60, une compagnie du 18e régiment d'infanterie danois tente de repousser les fusiliers prussiens des palissades devant les bastions. La contre-attaque danoise est repoussée par des tirs dévastateurs provenant des positions prussiennes.
L'infanterie prussienne commence alors une avance méthodique sur les fortifications danoises, tandis qu'en même temps les obusiers prussiens avancent sur une distance de 600 à 700 mètres. Trois des canons danois du Bastion 60 sont endommagés, mais la plupart des obus prussiens manquent les positions danoises. Là, ils frappent le village de Missunde, où la plupart des bâtiments prennent feu. Il est désormais évident que l'assaut prussien contre les fortifications danoises est imminent. Plusieurs tentatives de l'infanterie prussienne de se regrouper et d'avancer à travers le terrain découvert devant les fortifications sont empêchées par la mitraille et les tirs de fusils provenant des bastions danois. Les Prussiens sont contraints de se mettre à couvert et resrent couchés dans les creux et les tranchées. L'infanterie prussienne peut avancer sur le flanc droit des positions danoises (à l'est de la Redoute 60) jusqu'à la côte de la Schlei jusqu'à ce qu'elle y soit repoussée par les tirs de mousquet danois. Pour contrer l'attaque générale prussienne attendue, les Danois déplacent deux canons de l'autre côté de la rive ouest pour couvrir la route principale menant à Missunde. L'infanterie danoise se prépare à la contre-attaque à la baïonnette.

### Annulation de l'attaque et retraite
Face à la résistance danoise déterminée, les dirigeants prussiens décident d'annuler l'attaque. Il est évident que Missunde ne peut être emmenée jusqu'aux bastions que par un assaut frontal. Les chances de succès sont élevées compte tenu de la supériorité numérique, mais les pertes attendues sont tout aussi élevées. Un nombre élevé de victimes à ce stade précoce de la guerre est inacceptable pour le haut commandement prussien. À 16 heures, les troupes prussiennes commencent à battre en retraite.

## Résultat
Alors que le soleil décline, les deux parties conviennnent d'un cessez-le-feu temporaire pour récupérer les blessés et les morts. Lors de l'armistice, les Prussiens parviennent à retirer une compagnie d'une centaine d'hommes trop avancée et qui se met à l'abri trop près des redoutes danoises. L'armée danoise subit des pertes de 141 hommes, dont des morts, des disparus, des blessés et des prisonniers. Les pertes de l'armée prussienne sont plus élevées, soit environ 200 hommes, comme on pouvait s'y attendre lors d'une attaque contre une position fortifiée à travers un champ ouvert. La majorité des pertes prussiennes sont subies par le bataillon de fusiliers du 15e régiment d'infanterie (de) avec 60 hommes et le 2e bataillon du 60e régiment d'infanterie (de) composé de 40 hommes.
Bien que l'armée prussienne soit repoussée, le prince Frédéric-Charles tente de mettre la défaite sous un jour positif en soulignant la difficulté du terrain et en louant la bravoure de ses hommes. La bataille est un premier test pour la nouvelle armée prussienne après les réformes de l'armée prussienne. Malgré la défaite tactique lors de la bataille de Missunde, les performances de l'infanterie et de l'artillerie prussiennes pendant les combats sont jugées bonnes. Pour les Danois, la défense réussie de la position de Missunde signifie que l'armée danoise positionnée le long du Danewerk n'est ni englobée ni même encerclée. La victoire remonte le moral des troupes danoises et enthousiasme le public danois. Cependant, cela établit également l'erreur de jugement du Danewerk en tant que ligne de défense imprenable. L'indignation du public danois est d'autant plus grande que le général de Meza ordonne le retrait de l'armée danoise du Danewerk quatre jours seulement après la victoire de Missunde. Le général Gerlach, qui dirige la 1re division, qui a commandé la défense de Missunde, prend à contrecœur le commandement de l'armée danoise après le licenciement de de Meza.

## Troupes impliquées dans la bataille
Vous trouverez ci-dessous une liste des régiments et bataillons indépendants directement impliqués dans la bataille de Missunde. Les parts en réserve ne sont donc pas répertoriées
| Unité                                   | Commandant                             | Unités engagées                                                                             | Pertes | Remarques                                                       |
| Armée prussienne                        | Armée prussienne                       | Armée prussienne                                                                            | Armée prussienne | Armée prussienne                                                |
| --------------------------------------- | -------------------------------------- | ------------------------------------------------------------------------------------------- | --- | --------------------------------------------------------------- |
| 1er corps d'armée (comb.)               |                                        | État-major                                                                                  | 1 mort | Ne correspond pas au 1er corps d'armée créé plus tard           |
| 13e régiment d'infanterie               | Oberst von Witzleben                   | Bataillon de fusiliers, chef de bataillon Oberstlt. von Zimmermann                          | 1 mort, 21 blessés | Garnison à Wesel (F) et Münster (I, II)                         |
| 15e régiment d'infanterie (de)          | Oberst Charles-Jean d'Alvensleben (de) | Bataillon de fusiliers, chef de bataillon Oberstlt. von François                            | 11 morts, 1 disparu, 47 blessés (Selon d'autres sources, il y aurait eu 10 morts au combat, plus 8 blessés graves qui ont succombé plus tard à leurs blessures. La plaque commémorative de la redoute 60 mentionne 20 membres du régiment tombés au combat). | Garnison à Bielefeld (F) et Minden (I, II)                      |
| 24e régiment d'infanterie               | Oberst Emil von Hacke                  | Bataillon de fusiliers, dirigé par le commandant de régiment von Hacke                      | 5 morts, 8 blessés | Garnison à Neu-Ruppin (F) et Spandau (I, II)                    |
| 60e régiment d'infanterie (de)          | Oberstlt. Ernst von Hartmann           | Bataillon de fusiliers, 1er bataillon, 2e bataillon                                         | 10 morts, 3 disparus, 29 blessés (Selon d'autres sources, il y aurait eu 13 morts au combat, plus 10 blessés graves qui ont succombé plus tard à leurs blessures.)                                                                                           | Garnison à Wriezen, Königsberg-en-Nouvelle-Marche, Strausberg   |
| 35e régiment de fusiliers               | Oberst Elstermann von Elster           |                                                                                             | 1 mort, 14 blessés | Garnison à Brandebourg-sur-la-Havel et Treuenbrietzen           |
| 7e bataillon de chasseurs à pied (de)   | Major Friedrich von Beckedorff         | Bataillon de chasseurs à pied complet                                                       | 3 blessés | Garnison à Clèves                                               |
| 3e bataillon du génie                   | Major von Rötscher                     | Bataillon du génie complet                                                                  | 1 blessé | Garnison à Torgau, régulièrement subordonné au 3e corps d'armée |
| 8e régiment de hussards (de)            | Oberstlt. Hermann von Rantzau (de)     | Avec quatre escadrons actifs et un escadron de réserve                                      | 1 blessé | Garnison à Paderborn et Neuhaus                                 |
| 11e régiment d'uhlans (de)              | Oberstlt. von Sixthin                  | Avec quatre escadrons actifs                                                                | 1 blessé | Garnison à Perleberg, Kyritz, Wusterhausen                      |
| 3e brigade d'artillerie                 | Oberst Louis von Colomier (de)         | 2e et 3e batteries d'obusiers, 2e, 3e et 4e batteries de 6 livres, 2e batterie de 12 livres | 3 morts, 17 blessés (deux des trois morts proviennent de la 3e batterie d'obusiers.) | Garnison à Torgau                                               |
| 7e brigade d'artillerie (de)            | Major Grave                            |                                                                                             | 1 mort, 13 blessés | Garnison à Münster et Wesel                                     |
| Total Prusse                            |                                        |                                                                                             | 33 morts, 5 disparus, 161 blessés |                                                                 |
| Armée danoise                           |                                        |                                                                                             | |                                                                 |
| 3e régiment d'infanterie                | Major H.W. Mathiesen                   |                                                                                             | 7 morts, 1 disparu, 42 blessés, 4 prisonniers |                                                                 |
| 18e régiment d'infanterie               | Major E.A. Lundbye                     |                                                                                             | 22 morts, 2 disparus, 46 blessés, 3 prisonniers |                                                                 |
| 4e régiment de dragons                  |                                        | un escadron                                                                                 | 1 mort |                                                                 |
| 6e compagnie d'artillerie de forteresse | Kaptajn H.C. Hertel                    |                                                                                             | 8 morts, 5 blessés |                                                                 |
| Total Danemark                          |                                        |                                                                                             | 38 morts, 3 disparus, 93 blessés, 7 prisonniers |                                                                 |

## Conséquences

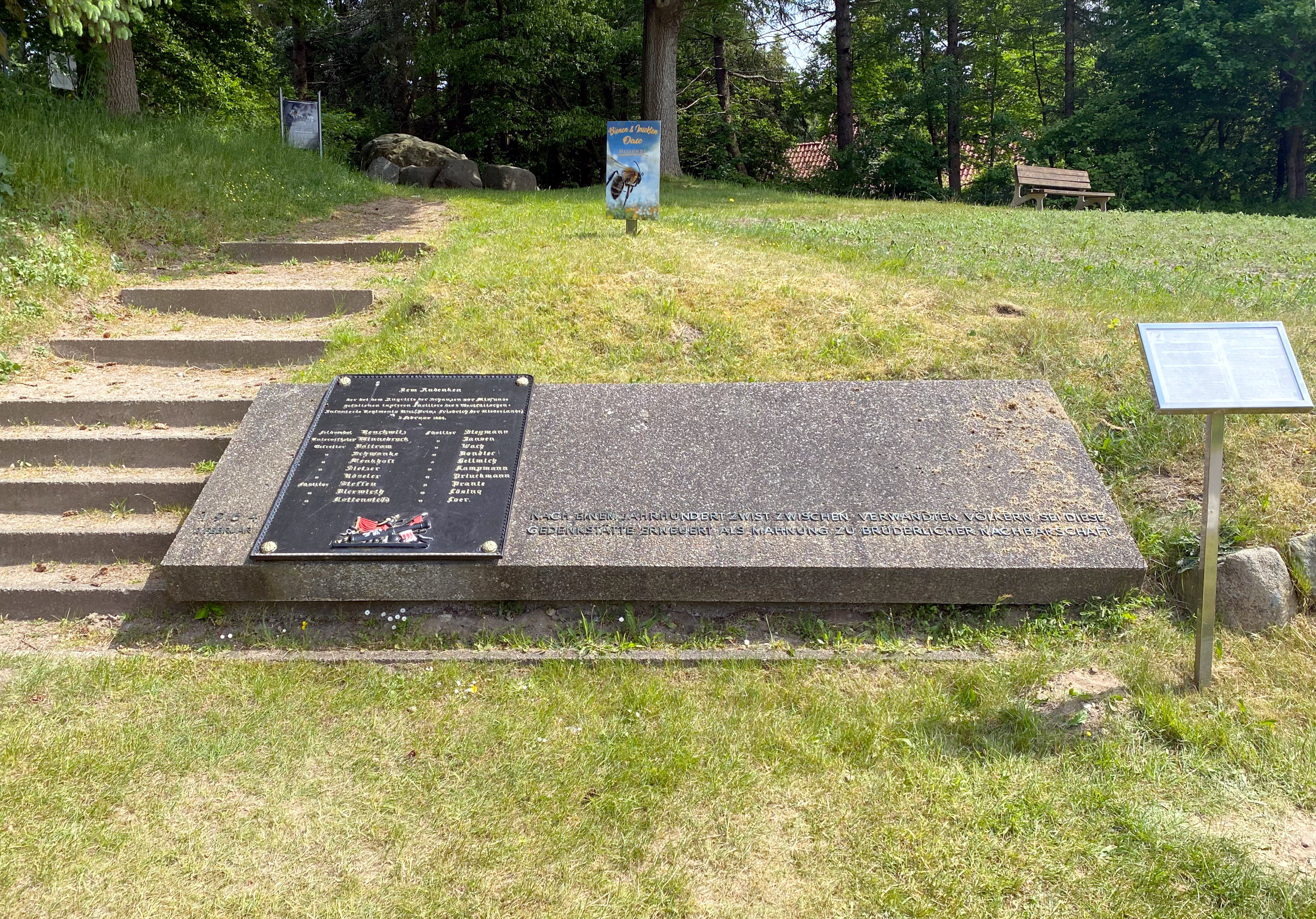
Mémorial sur l'ancienne redoute 60 à la périphérie de Missunde

Pendant la bataille, un certain nombre de maisons de fermiers à Missunde prennent feu à cause des tirs de l'artillerie prussienne. Ces maisons sont reconstruites en 1864, financées par les réparations prussiennes. Cela se voit sur les pignons des maisons avec les initiales JM et l'année 1864. Le « JM » signifie Julie Mylord, alors propriétaire du domaine d'Ornum. En 1964, le mémorial de la redoute 60 est réaménagé à l'occasion du centenaire de la bataille. La plaque portant les noms des soldats du 15e régiment d'infanterie prussien tombés au combat est montée sur une nouvelle plaque sur laquelle on peut lire l'inscription suivante : « Après un siècle de querelles entre peuples apparentés, que ce mémorial soit renouvelé en tant qu'exhortation à un voisinage fraternel ». En 2014, le 150e anniversaire de la bataille de Missunde est commémoré par une cérémonie publique à laquelle participent des représentants de la commune de Kosel, de l'arrondissement de Rendsburg-Eckernförde, d'associations allemandes et danoises ainsi que de l'armée allemande